# Zitsa (gmina)
Zitsa (gr. Δήμος Ζίτσας, Dimos Zitsas) – gmina w Grecji, w administracji zdecentralizowanej Epir-Macedonia Zachodnia, w regionie Epir, w jednostce regionalnej Janina. W 2011 roku liczyła 14 766 mieszkańców. Powstała 1 stycznia 2011 roku w wyniku połączenia dotychczasowych gmin: Zitsa, Pasarona, Molosi, Ekali i Ewrimeni. Siedzibą gminy jest Eleusa.